# Volleyball-Klub-Weltmeisterschaft
Die Volleyball-Klub-Weltmeisterschaft ist die offizielle Weltmeisterschaft für Volleyball-Vereine, bei der die Sieger der sechs Kontinentalverbände gegeneinander antreten. Sie wird für Frauen- und Männermannschaften ausgetragen. Veranstalter des Wettbewerbs ist die Fédération Internationale de Volleyball (FIVB).

## Männer
Der Wettbewerb fand zwischen 1989 und 1992 statt und wurde 2009 wieder ins Leben gerufen. Erster Sieger war Maxicono Parma im Jahr 1989. Rekordsieger ist Trentino Volley mit fünf Titeln.

### Turniere
| 1989 | Parma          | Maxicono Parma           | VK ZSKA Moskau           | Pirelli Santo André    | EC Banespa             |
| 1990 | Mailand        | Mediolanum Milano        | EC Banespa               | Maxicono Parma         | Il Messaggero Ravenna  |
| 1991 | São Paulo      | Il Messaggero Ravenna    | EC Banespa               | Mediolanum Milano      | Frangosul Ginástica    |
| 1992 | Treviso        | Misura Mediolanum Milano | Sisley Treviso           | Olympiakos Piräus      | Il Messaggero Ravenna  |
| 2009 | Doha           | Trentino Volley          | PGE Skra Bełchatów       | VK Zenit-Kasan         | Paykan Tehran          |
| 2010 | Doha           | Trentino Volley          | PGE Skra Bełchatów       | Paykan Tehran          | Drean Bolívar          |
| 2011 | Doha           | Trentino Volley          | KS Jastrzębski Węgiel    | VK Zenit-Kasan         | SESI São Paulo         |
| 2012 | Doha           | Trentino Volley          | Sada Cruzeiro Vôlei      | Skra Bełchatów         | VK Zenit-Kasan         |
| 2013 | Betim          | Sada Cruzeiro Vôlei      | VK Lokomotiv Nowosibirsk | Trentino Volley        | UPCN Vóley             |
| 2014 | Belo Horizonte | Belogorie Belgorod       | al-Rayyan SC             | UPCN Vóley             | Sada Cruzeiro Vôlei    |
| 2015 | Betim          | Sada Cruzeiro Vôlei      | VK Zenit-Kasan           | UPCN Vóley             | Paykan Teheran VC      |
| 2016 | Betim          | Sada Cruzeiro Vôlei      | VK Zenit-Kasan           | Trentino Volley        | Club Ciudad de Bolívar |
| 2017 | Opole          | VK Zenit-Kasan           | Volley Lube              | Sada Cruzeiro Vôlei    | Skra Bełchatów         |
| 2018 | Płock          | Trentino Volley          | Volley Lube              | Fakel Nowy Urengoi     | Asseco Resovia Rzeszów |
| 2019 | Betim          | Volley Lube              | Sada Cruzeiro Vôlei      | VK Zenit-Kasan         | Al Rayyan SC           |
| 2021 | Betim          | Sada Cruzeiro Vôlei      | Volley Lube              | Trentino Volley        | Funvic Taubaté         |
| 2022 | Betim          | Sir Safety Perugia       | Trentino Volley          | Sada Cruzeiro Vôlei    | Minas Tênis Clube      |
| 2023 | Bengaluru      | Sir Safety Perugia       | Minas Tênis Clube        | Suntory Sunbirds Osaka | Halkbank Ankara        |
| 2024 | Uberlândia     | Sada Cruzeiro Vôlei      | Trentino Volley          | Foolad Sirjan VC       | Volley Lube            |

## Frauen
Der Wettbewerb fand 1991, 1992 und 1994 statt und wurde 2010 wieder ins Leben gerufen. Erster Sieger war Sadia Esporte Club São Paulo im Jahr 1991.

### Turniere
| 1991 | São Paulo | Sadia Esporte Club São Paulo | Colgate São Ceatano        | HAOK Mladost Zagreb        | Occhi Verdi Modena     |
| 1992 | Jesi      | Olimpia Teodora Ravenna      | Acqua di Fiori Minas       | Uralotschka Jekaterinburg  | Brummel Ancona         |
| 1994 | São Paulo | Leites Nestlé                | Parmalat Matera            | BCN Guarujà                | Uralotschka Sverdlovsk |
| 2010 | Doha      | Fenerbahçe Istanbul          | Sollys Osasco              | Foppapedretti Bergamo      | Mirador Santo Domingo  |
| 2011 | Doha      | Rabita Baku                  | Vakifbank Telekom Istanbul | Sollys Nestle Osasco       | Mirador Santo Domingo  |
| 2012 | Doha      | Sollys Nestle Osasco         | Rabita Baku                | Fenerbahçe Istanbul        | Lancheras de Cataño    |
| 2013 | Zürich    | Vakifbank Telekom Istanbul   | Rio de Janeiro VC          | Guangdong Evergrande       | Voléro Zürich          |
| 2014 | Zürich    | Dynamo Kasan                 | Molico Osasco              | SESI São Paulo             | Voléro Zürich          |
| 2015 | Zürich    | Eczacıbaşı Istanbul          | Dynamo Krasnodar           | Voléro Zürich              | Rio de Janeiro VC      |
| 2016 | Pasay     | Eczacıbaşı Istanbul          | Pomi Casalmaggiore         | Vakifbank Telekom Istanbul | Voléro Zürich          |
| 2017 | Kobe      | Vakifbank Telekom Istanbul   | Rio de Janeiro VC          | Voléro Zürich              | Eczacıbaşı Istanbul    |
| 2018 | Shaoxing  | Vakifbank Telekom Istanbul   | Minas Tênis Clube          | Eczacıbaşı Istanbul        | Praia Clube Uberlândia |
| 2019 | Shaoxing  | Imoco Volley Conegliano      | Eczacıbaşı Istanbul        | VakıfBank Spor Kulübü      | AGIL Volley Novara     |
| 2021 | Ankara    | VakıfBank Spor Kulübü        | Imoco Volley Conegliano    | Fenerbahçe Istanbul        | Minas Tênis Clube      |
| 2022 | Ankara    | Imoco Volley Conegliano      | VakıfBank Spor Kulübü      | Eczacıbaşı Istanbul        | Minas Tênis Clube      |
| 2023 | Hangzhou  | Eczacıbaşı Istanbul          | VakıfBank Spor Kulübü      | Tianjin Bohai Bank         | Praia Clube Uberlândia |
| 2024 | Hangzhou  | Imoco Volley Conegliano      | Tianjin Bohai Bank         | Vero Volley Milano         | Praia Clube Uberlândia |